# (66268) 1999 JJ3
1999 جاي جاي 3 (ويعرف أيضًا باسم (66268) 1999 جاي جاي 3 وفق تسمية الكوكب الصغير) (بالإنجليزية: 1999 JJ3)‏ هو كويكب ضمن حزام الكويكبات؛ وترتيبه 66268 من حيث الاكتشاف.
اكتُشف هذا الجُرم الفلكي بواسطة تاكيشي أوراتا ‏ في 7 مايو 1999.

## وصلات خارجية
- (66268) 1999 JJ3 في قاعدة بيانات مختبر الدفع النفاث لأجرام النظام الشمسي الصغيرة

- الاكتشاف · مخطط المدار ·  العناصر المدارية · المعلمات المادية

- (66268) 1999 JJ3 على موقع ويكي سكاي: DSS2, SDSS, GALEX, IRAS, Hydrogen α, X-Ray, Astrophoto, Sky Map, Articles and images